# Aihole

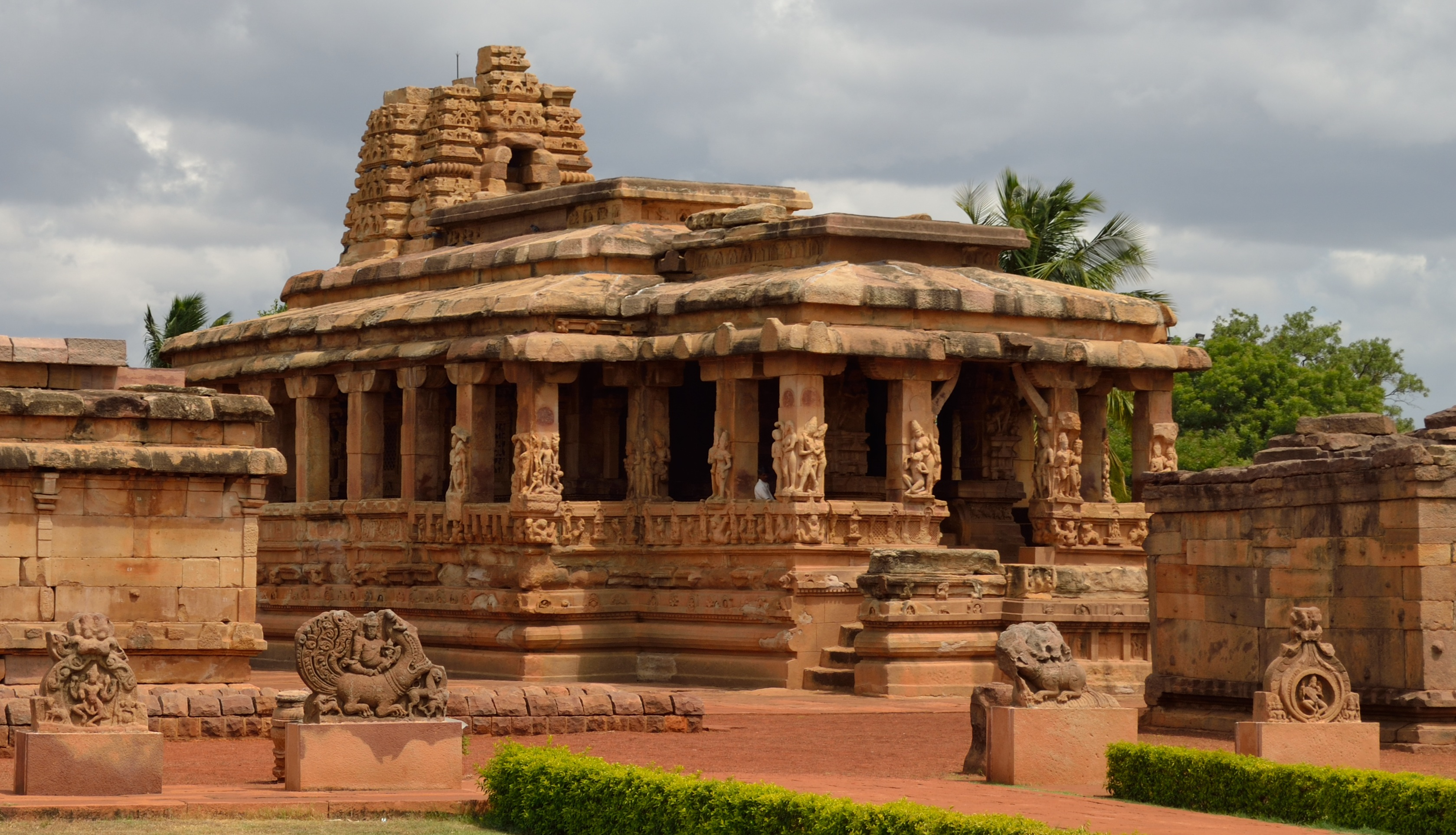
Vista externa del templo Durga en Aihole

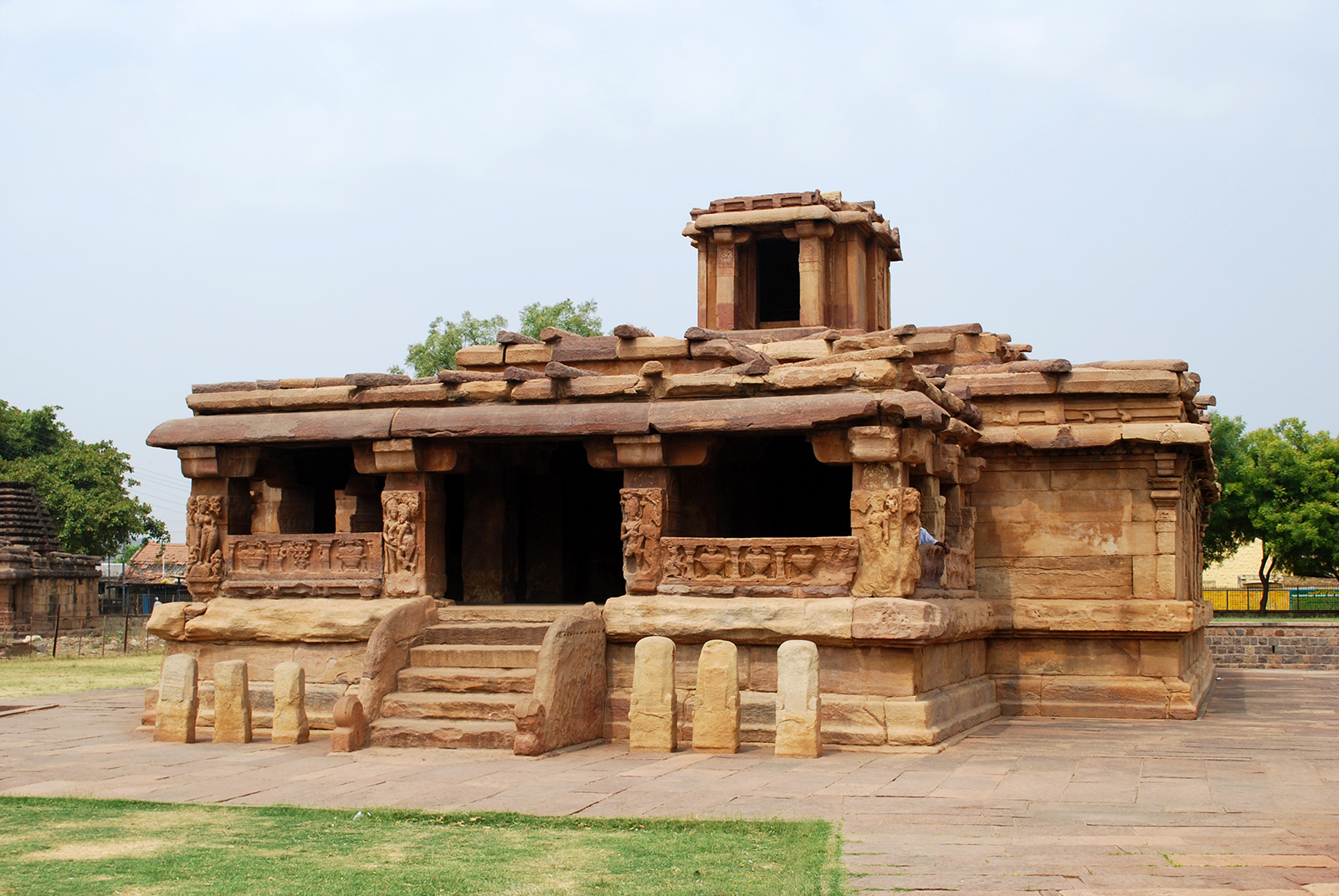
Templo Lad Khan

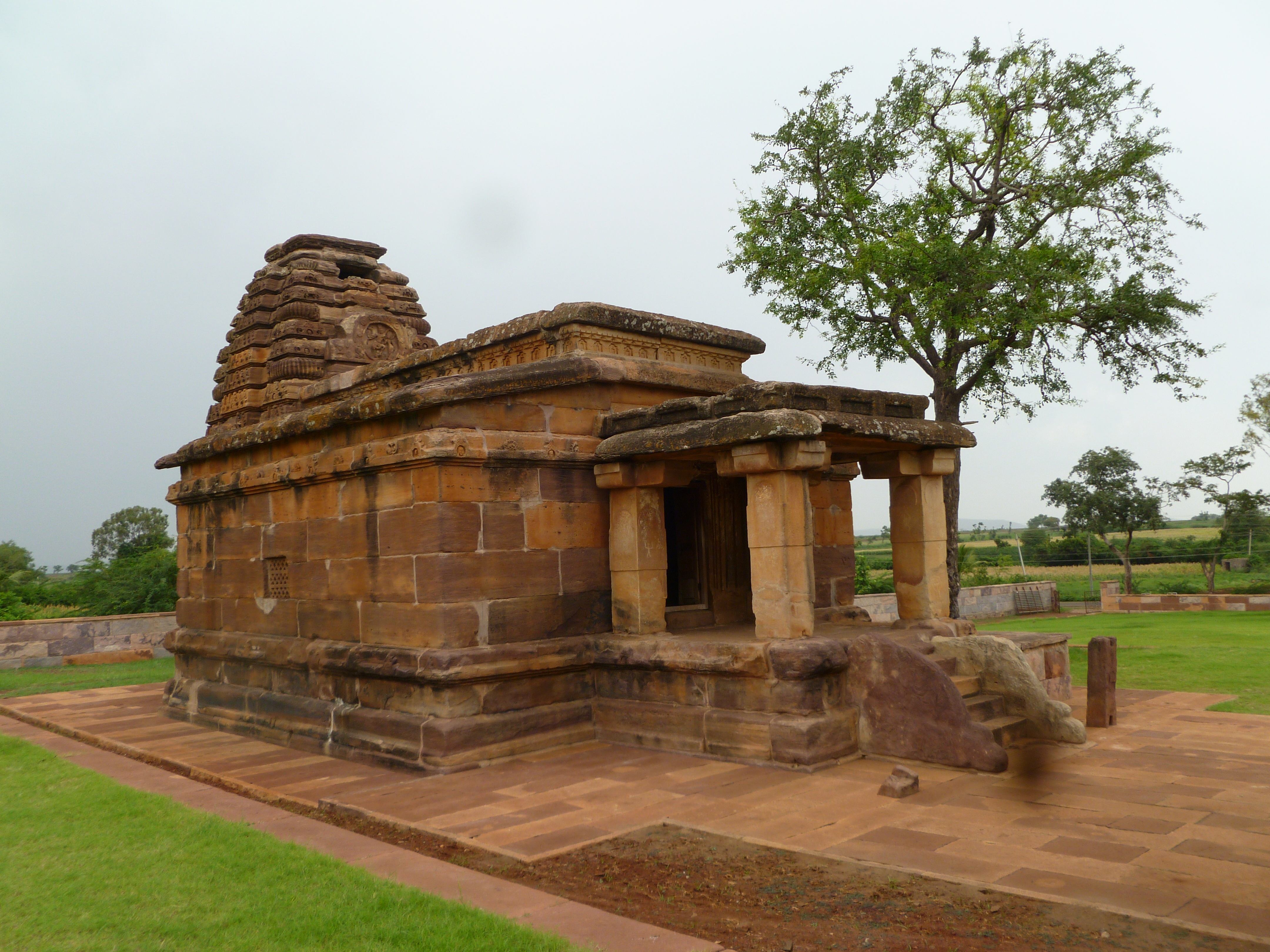
Templo Basavanna

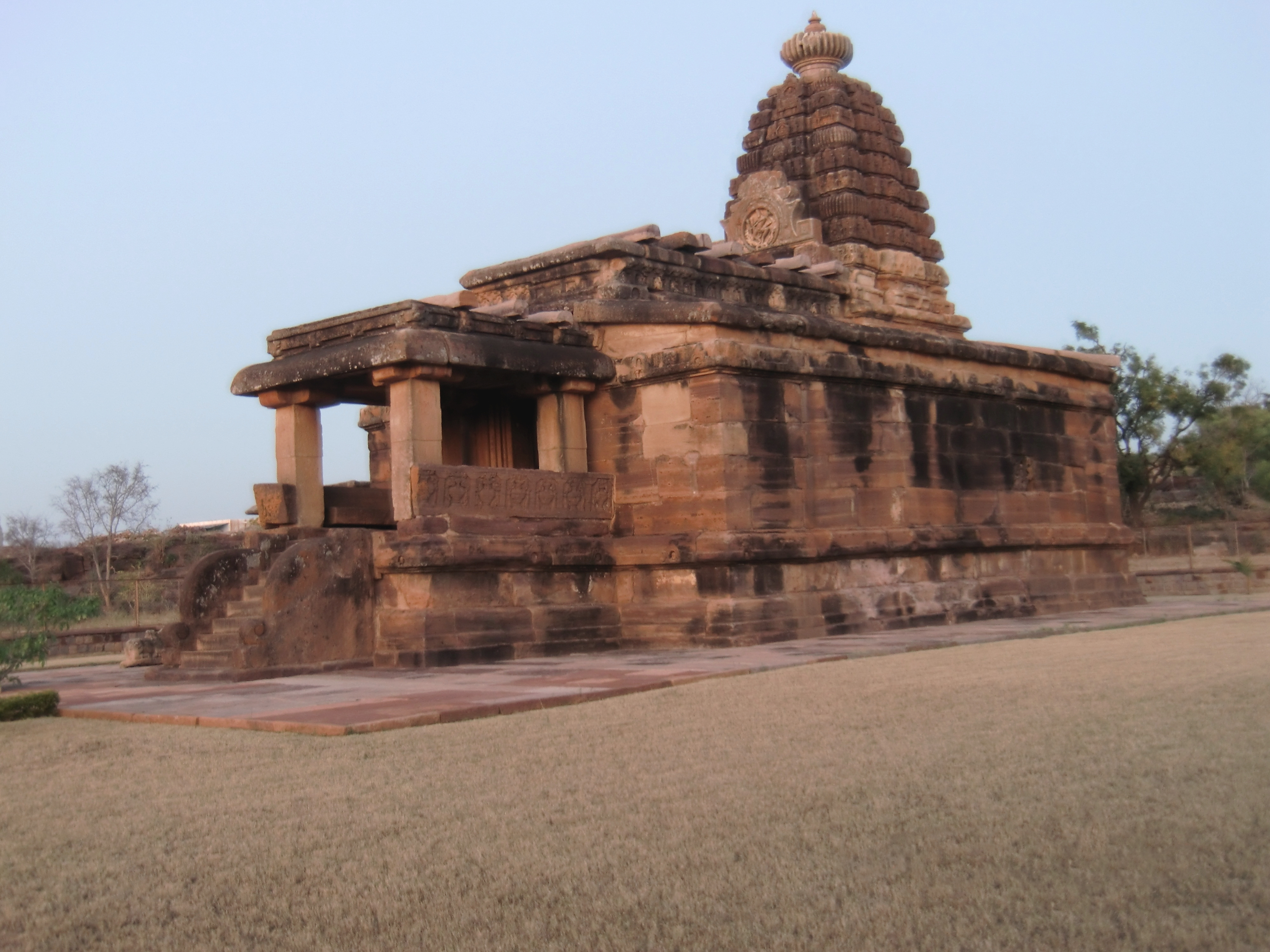
Templo Hucchimalli Gudi

Aihole (Ayyavole) es una localidad situada en el distrito de Bagalkot, del estado de Karnataka, en la India.

## Historia
Aiholi prosperó desde mediados del siglo VI bajo el gobierno regional de los primeros chalukyas occidentales, una de las dinastías más importantes de Decán en el último período del Imperio Gupta. Fueron gobernantes notables Pulakasin I (ca. 535-566) y  Pulakasin II (610-642) que llegaron a entablar relaciones diplomáticas con la distante Persia. Otro gobernante importante y fuente de prosperidad para la región fue Vikramaditya I (655-681), que recuperó el control de la capital de Chalukya, Badami, después de perderla contra su rival regional, el rey de los pallavas. Aiholi fue una capital regional importante, y los restos de las murallas y las puertas de la fortificación que rodean el sitio son los únicos supervivientes arquitectónicos del VI siglo d. C. en la India antigua. La dinastía Chalukya cayó ante los rashtrakutas a mediados del siglo VII.
El sitio presenta una mezcla de estilos arquitectónicos, y debido a la falta de reconstrucción posterior, Aiholi proporciona un registro valioso de la arquitectura del templo indio antes de que se desarrollara completamente en un estilo canónico. Es el centro de gran cantidad de centros religiosos, un ejemplo de esta arquietectura es el centro religioso de Lad Khan —c. 450—, que a pesar de su nombre con etimología musulmana, está consagrado a Surya. Otro de los lugares de interés es el Nagara Hucchapaya, que es parecido a los primeros templos de Bhubaneswar. Uno de los más antiguos es el de Durga con una fecha de antigüedad de 550. Aihole es la cuna de la arquitectura Chaluka e hindú.
En Aihole también se encuentra la cueva Ravanphadi, un templo tallado en la roca de la montaña con tres entradas separadas y uno de los primeros centros religiosos de Aihole.
Muchos de los templos hindúes muestran características típicas de la arquitectura del norte de la India: los sikharas (una superestructura o torre de cuatro lados formada con muchas capas decorativas de piedra), las nasika o sukanas, un gavaksa (arco doble curvo) y una amalaka (una gran piedra acanalada circular en la parte superior de la sikhara). Los templos tienen techos de piedra, algunos tienen ventanas de celosía de piedra, y la mayoría tienen un vestíbulo de entrada y porche que se accede a través de un corto tramo de escalones, este último tramo es una característica típica de la arquitectura de principios de los Chalukya Occidental.
Un buen ejemplo que incorpora todas estas características es el templo de Durga del siglo VIII, encargado por Komarasengama, un ciudadano privado. Esta estructura es también inusual pues tiene columnas que corren alrededor del edificio para formar un peristilo. El garbhagriha (santuario sagrado o) del final del edificio forma una curva semicircular inusual. Los paneles esculpidos como los que representan Durga en su batalla con el demonio búfalo y Shiva junto a Nandi están entre los mejores ejemplos de la antigua escultura india.
Los templos llevan rica escultura arquitectónica sobre pilares y techos, especialmente representaciones de dioses tan importantes como Vishnu, Shiva y Brahma. Los porches del templo también tienen losas finamente talladas del techo que muestran nagas enrollados en espirales. Por el contrario, las paredes exteriores son generalmente austeras y no llevan ni la escultura ni los nichos tan comunes de los templos meridionales y posteriores. Además de los templos más grandes, Aiholi también tiene un gran número de santuarios más pequeños, muchos de los cuales tienen cúpulas.

Templos notables en Aihole
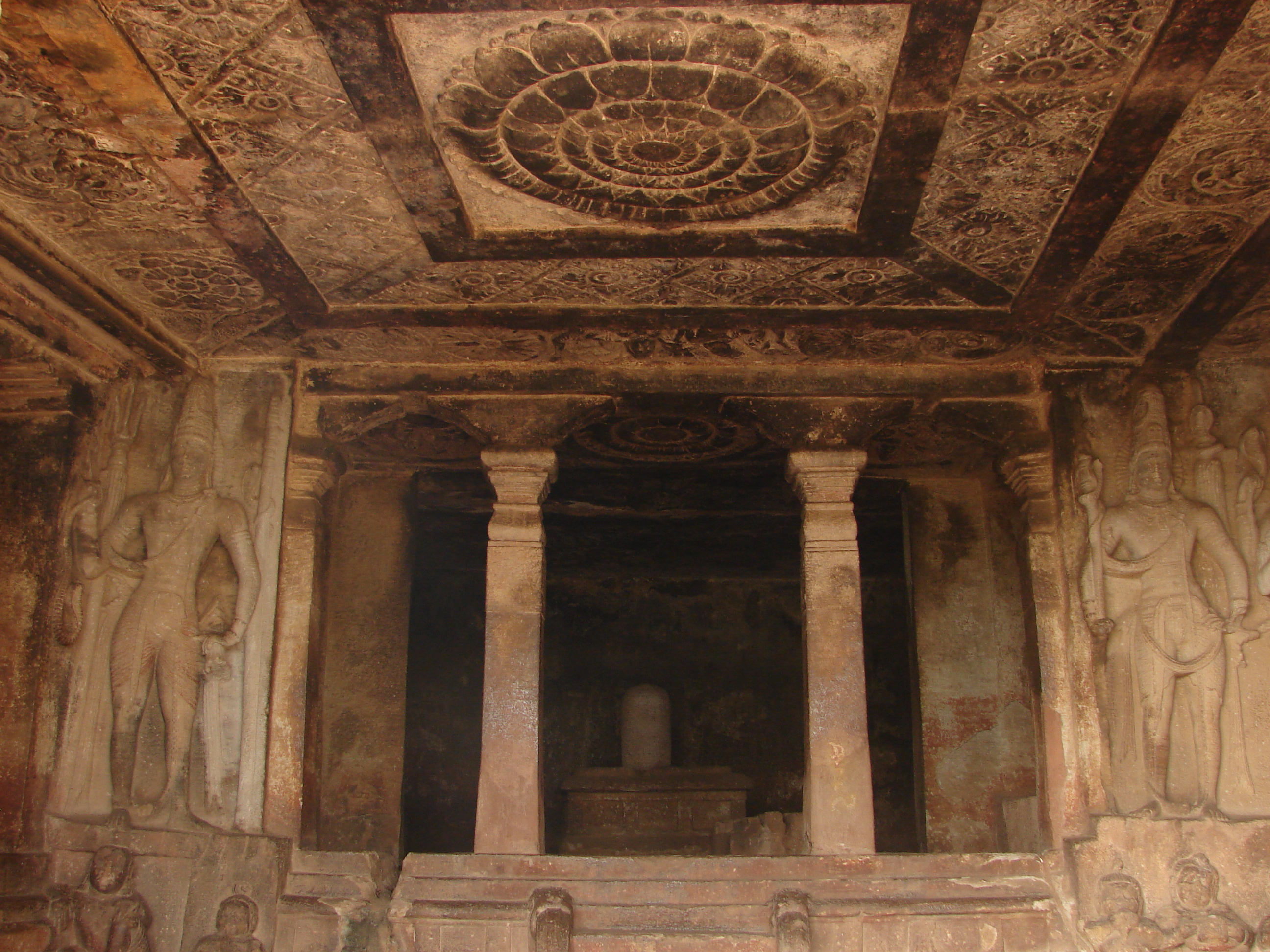
Mantapa (hall) en el famoso templo de la cueva Ravana Phadi
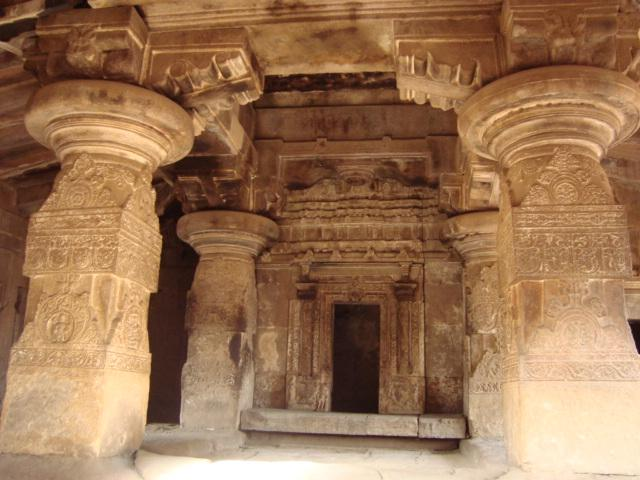
Konti Gudi
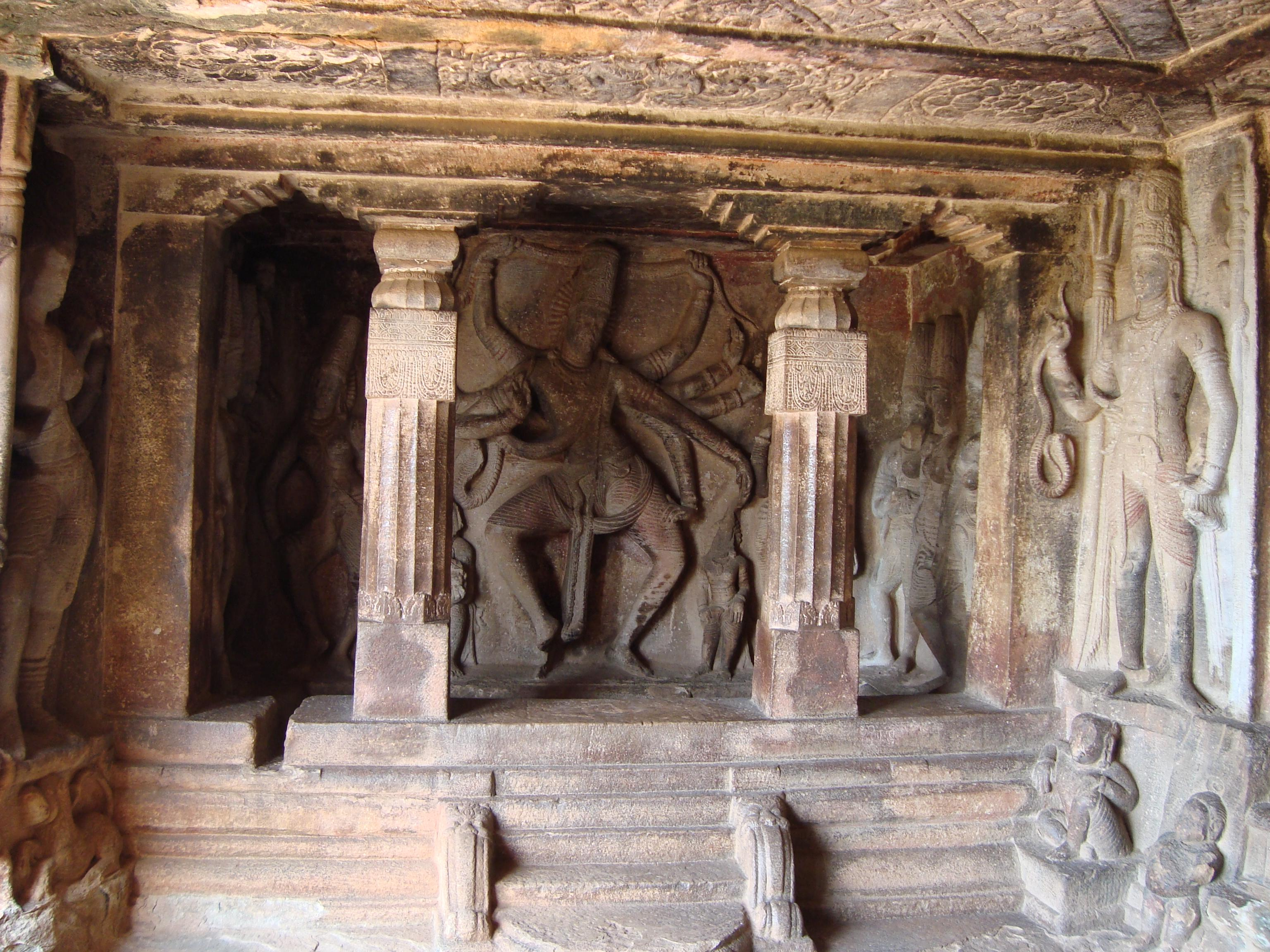
En el interior del templo de la cueva Ravana Phadi
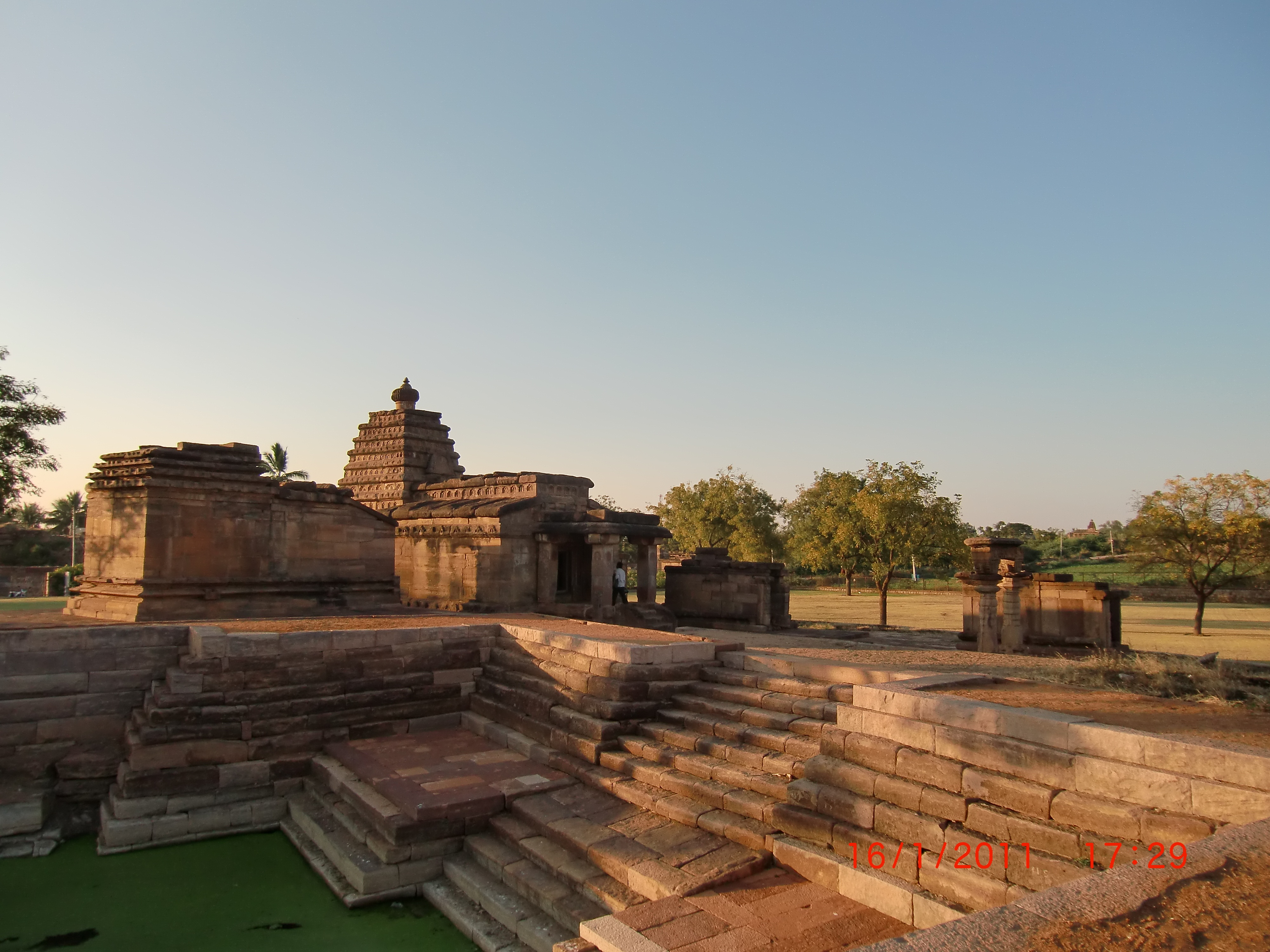
Complejo del templo Mallikarjuna
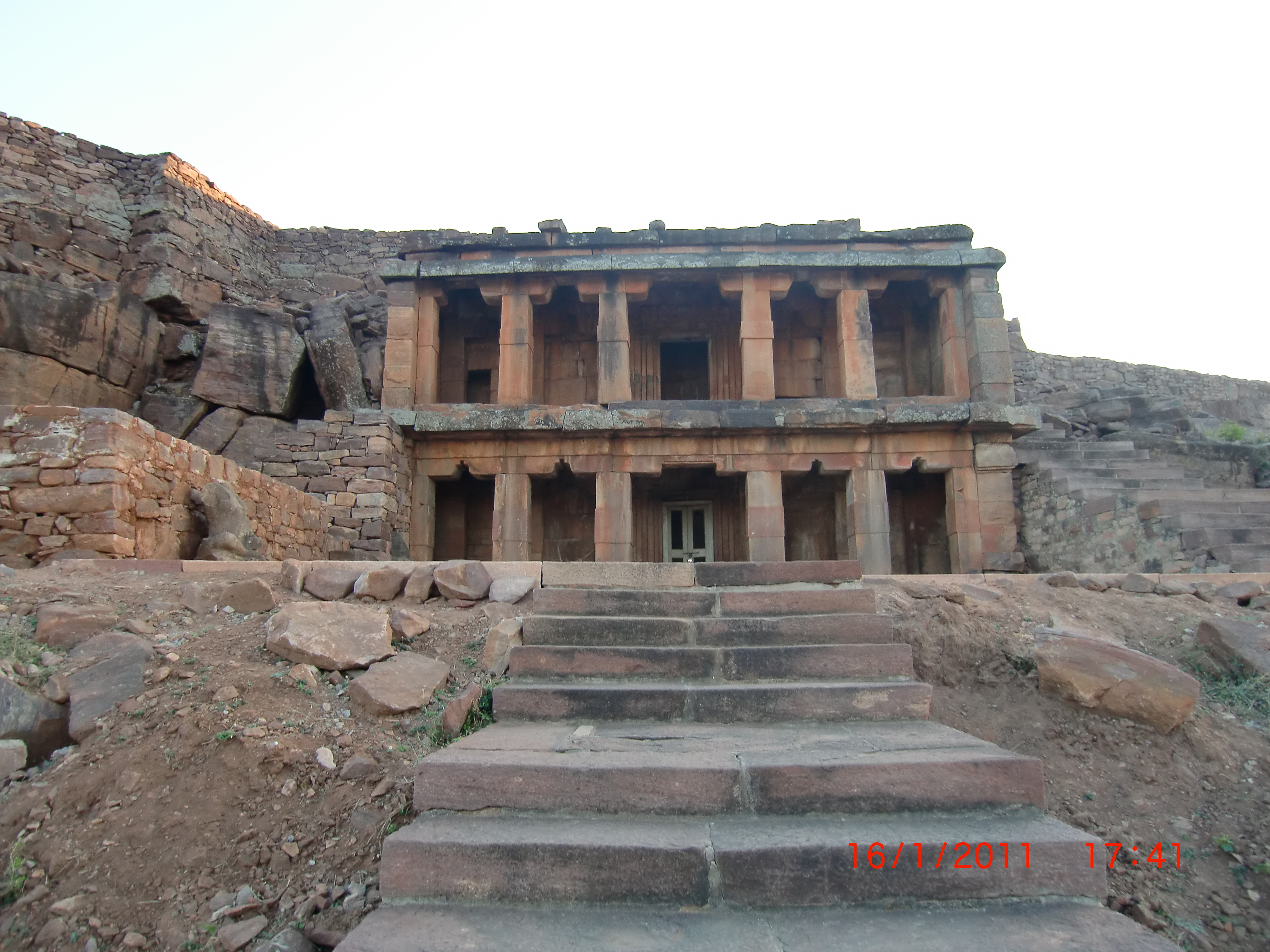
Templo budista Chaitya de dos pisos